# Nossa Senhora da Luz (São Domingos)
Nossa Senhora da Luz és una freguesia (parròquia civil) de Cap Verd. Cobreix la part oriental del municipi de São Domingos, a l'Illa de Santiago.

## Subdivisions
La freguesia consta dels següents assentaments, amb població segons el cens de 2010:
- Achada Baleia (pop: 376)
- Achada Lama (pop: 184)
- Baía (pop: 489)
- Cancelo (pop: 238)
- Capela (pop: 170)
- Chão Coqueiro (pop: 256)
- Dobe (pop: 196)
- Milho Branco (pop: 607)
- Moia Moia (pop: 205)
- Portal (pop: 135)
- Praia Baixo (pop: 952)
- Praia Formosa (pop: 712)
- Vale da Custa (pop: 378)